# 卡尔·奥斯
卡尔·奥斯（挪威語：Karl Aas，1899年8月25日—1943年9月1日），挪威男子竞技体操运动员。他曾代表挪威获得1920年夏季奥运会体操比赛男子团体自由式银牌。他于1943年在特隆赫姆去世。